# Wereldkampioenschappen synchroonzwemmen 2025 – Solo technische routine vrouwen
De technische routine voor solisten tijdens de wereldkampioenschappen synchroonzwemmen 2025 vond plaats op 18 en 19 juli 2025 in de World Aquatics Championships Arena in Singapore.

## Uitslag
De eerste twaalf solisten, hier aangegeven met groen, gingen door naar de finale.
| Rang   | Naam                     | Land                | Voorronde | Voorronde | Finale        | Finale        |
| Rang   | Naam                     | Land                | Punten    | Rang      | Punten        | Rang          |
| ------ | ------------------------ | ------------------- | --------- | --------- | ------------- | ------------- |
| Goud   | Xu Huiyan                | China               | 265,8984  | 1         | 272,9917      | 1             |
| Zilver | Vasilina Khandoshka      | Neutrale vlag       | 254,8200  | 2         | 260,5416      | 2             |
| Brons  | Iris Tió                 | Spanje              | 253,7691  | 3         | 260,2917      | 3             |
| 4      | Vasiliki Alexandri       | Oostenrijk          | 250,9533  | 4         | 253,8417      | 4             |
| 5      | Klara Bleyer             | Duitsland           | 250,2750  | 5         | 253,2892      | 5             |
| 6      | Moe Higa                 | Japan               | 249,1833  | 6         | 251,2184      | 6             |
| 7      | Enrica Piccoli           | Italië              | 237,0000  | 8         | 240,2850      | 7             |
| 8      | Romane Temessek          | Frankrijk           | 236,9400  | 9         | 239,7925      | 8             |
| 9      | Marloes Steenbeek        | Nederland           | 236,4451  | 10        | 238,6417      | 9             |
| 10     | Audrey Lamothe           | Canada              | 234,7058  | 11        | 236,6008      | 10            |
| 11     | Karina Magrupova         | Kazachstan          | 232,2050  | 12        | 233,5199      | 11            |
| 12     | Tatiana Gayday           | Neutrale vlag       | 246,0517  | 7         | 228,5625      | 12            |
| 13     | Mari Alavidze            | Georgië             | 232,0834  | 13        | Uitgeschakeld | Uitgeschakeld |
| 14     | Jasmine Verbena          | San Marino          | 229,8858  | 14        | Uitgeschakeld | Uitgeschakeld |
| 15     | Kyra Hoevertsz           | Aruba               | 229,3517  | 15        | Uitgeschakeld | Uitgeschakeld |
| 16     | Zoi Karangelou           | Griekenland         | 229,3250  | 16        | Uitgeschakeld | Uitgeschakeld |
| 17     | Žofia Strapeková         | Slowakije           | 226,9667  | 17        | Uitgeschakeld | Uitgeschakeld |
| 18     | Ece Üngör                | Turkije             | 226,0333  | 18        | Uitgeschakeld | Uitgeschakeld |
| 19     | Zoe Poulis               | Australië           | 220,3541  | 19        | Uitgeschakeld | Uitgeschakeld |
| 20     | Rachel Thean             | Singapore           | 215,9750  | 20        | Uitgeschakeld | Uitgeschakeld |
| 21     | Loya Cenkci              | Verenigd Koninkrijk | 213,2850  | 21        | Uitgeschakeld | Uitgeschakeld |
| 22     | Zea Montfort             | Malta               | 206,2833  | 22        | Uitgeschakeld | Uitgeschakeld |
| 23     | Sabina Makhmudova        | Oezbekistan         | 206,2250  | 23        | Uitgeschakeld | Uitgeschakeld |
| 24     | Jennifer Russanov        | Nieuw-Zeeland       | 204,0442  | 24        | Uitgeschakeld | Uitgeschakeld |
| 25     | Ariana Coronado          | Peru                | 200,2917  | 25        | Uitgeschakeld | Uitgeschakeld |
| 26     | Mia Piri                 | Kroatië             | 197,4967  | 26        | Uitgeschakeld | Uitgeschakeld |
| 27     | Patrawee Chayawararak    | Thailand            | 194,8100  | 27        | Uitgeschakeld | Uitgeschakeld |
| 28     | Agustina Medina          | Uruguay             | 189,2041  | 28        | Uitgeschakeld | Uitgeschakeld |
| 29     | María Alfaro             | Costa Rica          | 187,1917  | 29        | Uitgeschakeld | Uitgeschakeld |
| 30     | Grecia Mendoza           | El Salvador         | 186,8484  | 30        | Uitgeschakeld | Uitgeschakeld |
| 31     | Tiziana Bonucci          | Argentinië          | 183,0400  | 31        | Uitgeschakeld | Uitgeschakeld |
| 32     | Hilda Tri Julyandra      | Indonesië           | 175,7333  | 32        | Uitgeschakeld | Uitgeschakeld |
| 33     | Xera Vegter Maharajh     | Zuid-Afrika         | 175,5766  | 33        | Uitgeschakeld | Uitgeschakeld |
| 34     | Alexandra Mansaré-Traoré | Guinee              | 157,6750  | 34        | Uitgeschakeld | Uitgeschakeld |
| 35     | Talía Joa                | Cuba                | 151,5376  | 35        | Uitgeschakeld | Uitgeschakeld |